# گوزن قرمز بربری
گوزن قرمز بربری (نام علمی: Cervus elaphus barbarus) نام یک زیرگونه از گونه مرال است.